# 1999.
◄ | 19. stoljeće | 20. stoljeće | 21. stoljeće | ►
◄ | 1960-ih | 1970-ih | 1980-ih | 1990-ih | 2000-ih | 2010-ih | 2020-ih | ►
◄◄ | ◄ | 1996. | 1997. | 1998. | 1999. | 2000. | 2001. | 2002. | ► | ►►
Arhitektura • Astronautika • Astronomija • Biologija • Film • Fotografija • Glazba • Kazalište • Kemija • Kiparstvo • Knjige • Književnost • Kršćanstvo • Meteorologija • Medicina • Planinarstvo • Politika • Pravo • Promet • Slikarstvo • Strip • Šport • Televizija • Znanost • Zrakoplovstvo • Željeznički promet
1999. (rimski MCMXCIX), bila je godina devedeset i osma godina 20. stoljeća te devedsto devedeset i osma godina 2. tisućljeća. prema gregorijanskomu kalendaru koja nije bila prijestupna, a započela je u petak.
Ujedinjeni narodi ovu su godinu obilježili kao Međunarodnu godinu starijih osoba.
Katolička Crkva proglasila ju je Godinom Boga Otca.

## Događaji
- 1. siječnja – Predstavljena nova valuta euro.
- 13. siječnja – Michael Jordan objavio svoje povlačenje iz košarke.
- 25. siječnja – Potres magnitude 6,0 po Richterovoj ljestvici pogodio je zapadnu Kolumbiju. Poginulo je najmanje 1000 ljudi.
- 11. veljače – Pluton, patuljsti planet s nepravilnom orbitom ponovno se našao iz orbite Neptuna nakon što je 20 godina bio bliži Suncu.
- 12. ožujka – Češka, Mađarska i Poljska su se pridružile NATO savezu.
- 24. ožujka
  - NATO je započeo zračne napade na SR Jugoslaviju koja je odbila potpisati mirovni sporazum. To je bilo prvi put da je NATO napao nezavisnu državu.
  - 39 ljudi poginulo je u požaru u Tunelu Mont Blanc, nakon čega je taj tunel bio zatvoren gotovo tri godine.
- 1. travnja – Nunavut, domovina Inuita, postao je treći kanadski savezni teritorij odvojivši se od Sjeverozapadnih teritorija.
- 3. svibnja – Tornado kategorije F5 pogodio je Oklahoma City ubivši 38 ljudi. To je bio najjači tornado ikad.
- 5. svibnja – Na Dan hrvatske leksikografije predstavljen je prvi svezak Hrvatske enciklopedije u izdanju Leksikografskoga zavoda Miroslava Krleže.[2]
- 7. svibnja – NATO-ov zrakoplov zabunom bombardirao kinesko veleposlanstvo u Beogradu. Poginula su tri službenika, a ranjeno ih je 20.
- 7. svibnja – Papa Ivan Pavao II. posjećuje Rumunjsku, te je tako postao prvi papa koji je posjetio istočnu ortodoksnu zemlju od Crkvenog raskola.
- 26. svibnja – Manchester United je osvojio Ligu prvaka pobijedivši u finalu Bayern München. Finale je odigrano u Barceloni, a Manchesteru je to bio treći trofej sezone, nakon engleske lige i kupa.
- 27. svibnja – Haaški tribunal optužio je Slobodana Miloševića i četvoricu ostalih za ratne zločine i zločine protiv čovječanstva počinjene na Kosovu.
- 28. svibnja – Nakon 22 godine restauracije, da Vincijevo djelo "Posljednja večera" je vraćeno u muzej.
- 9. lipnja – SR Jugoslavija i NATO potpisuju mirovni sporazum. Dan kasnije NATO prekida zračne napade nakon što je Slobodan Milošević pristao povući srpske snage iz Kosova.
- 19. lipnja – Torino dobio domaćinstvo Zimskih olimpijskih igara 2006.
- 19. i 20. lipnja – U zagrebačkom Maksimiru održan koncert duhovne glazbe »Cro sacro Maksimir« na kojemu je nastupilo više od pedeset izvođača iz Hrvatske i svijeta. Prozvan je »Woodstockom hrvatske duhovne glazbe«.[3]
- 23. srpnja – Lansiran Chandra, NASA-in satelit za promatranje svemira u röntgenskom dijelu spektra.
- 11. kolovoza – Potpuna pomrčina Sunca u Europi i Aziji.
- 11. kolovoza – Tornado u Salt Lake Cityu. Poginula je jedna osoba.
- 17. kolovoza – Više od 17 000 poginulih i 44 000 ozlijeđenih u potresu magnitude 7,4 koji je pogodio Istanbul i sjeverozapadnu Tursku.
- 7. rujna – Potres u Ateni jačine 5,9 ubija 143 ljudi i ozljeđuje preko 500.
- 21. rujna – Potres magnitude 7,6 pogodio središnji Tajvan ubivši oko 2,400 ljudi.
- 12. listopada – Prema UN-u, u Sarajevu je rođen 6-milijarditi stanovnik Zemlje.
- 29. listopada – Hrvatski sabor proglasio je 18. studenoga Danom sjećanja na žrtvu Vukovara 1991. godine
- 31. listopada – U nesreći egipatskog zrakoplova koji je letio iz New Yorka u Kairo poginulo 217 ljudi. Nesreća se dogodila u blizini otoka Nantucket u američkoj saveznoj državi Massachusetts.
- 12. studenog –  845 poginulih i 4 948 ozlijeđenih u potresu magnitude 7,2 koji je pogodio grad Düzce i sjeverozapadnu Tursku.
- 20. studenog – Kina lansirala prvu svemirsku letjelicu Shenzhou.
- 26. studenog – Potres i tsunami u Vanuatuu.
- 3. prosinca – Nakon 81 dana i prijeđenih 5.486 kilometara Tori Murden je postala prva žena koja je sama preplovila Atlantski ocean u čamcu na vesla.
- 15. prosinca – Velika kišna nevremena pogodila su priobalne regije Venezuele uzrokovavši katastrofalne poplave i odrone tla. Poginulo je otprilike 25 000 ljudi, a bez doma ih je ostalo 100 000.
- 20. prosinca – Portugal predao Macao Kini.
- 24. prosinca – Misom polnoćkom u cijelom kršćanskom svijetu započeo Veliki jubilej, 2000 godina od Isusova rođenja. Jubilej završen na Bogojavljenje, 6. siječnja 2001. Središnju misu u Rimu predvodio papa Ivan Pavao II.
- 31. prosinca – prvi ruski predsjednik Boris Jeljcin podnosi ostavku

- Pri Ujedinjenim narodima osnovan Svjetski savez mladih.

## Rođenja

### Siječanj – ožujak
- 1. siječnja – Gianluca Scamacca, talijanski nogometaš
- 6. siječnja – Polo G, američki reper
- 15. siječnja – Samuel Kolega, hrvatski alpski skijaš
- 20. siječnja – Matias Biljaka, hrvatski vaterpolist
- 24. siječnja – Yassine Benrahou, marokanski nogometaš
- 17. veljače – Kristjan Čeh, slovenski atletičar
- 25. veljače – Gianluigi Donnaruma, talijanski vratar
- 28. veljače – Luka Dončić, slovenski košarkaš
- 5. ožujka – Madison Beer, američka pjevačica
- 12. ožujka – Janja Garnbret, slovenska sportašica u sportskom penjanju

### Travanj – lipanj
- 9. travnja – Lil Nas X, američki pjevač i reper
- 7. svibnja – Cody Gakpo, nizozemski nogometaš
- 20. svibnja – Filip Rudan, hrvatski pjevač
- 25. svibnja – Ibrahima Konaté, francuski nogometaš
- 28. svibnja – Cameron Boyce, američki glumac († 2019.)
- 11. lipnja – Kai Havertz, njemački nogometaš
- 17. lipnja – Jelena Ribakina, kazahstanska tenisačica
- 18. lipnja – Trippie Redd, američki reper

### Srpanj – rujan
- 7. kolovoza – Sydney McLaughlin-Levrone, američka atletičarka
- 10. kolovoza – Ja Morant, američki košarkaš
- 12. kolovoza – Matthijs de Ligt, nizozemski nogometaš
- 16. kolovoza – Tin Lučin, hrvatski rukometaš

### Listopad – prosinac
- 20. listopada – YoungBoy Never Broke Again, američki reper
- 10. studenoga – João Félix, portugalski nogometaš
- 10. studenoga – Armand Duplantis, švedsko-američki skakač s motkom
- 17. studenoga – Ivan Šapina, hrvatski taekwondoaš
- 19. studenoga – Jevgenija Medvjedeva, ruska klizačica

## Smrti

### Siječanj – ožujak
- 11. siječnja – Fabrizio De André, talijanski glazbenik (* 1940.)
- 15. siječnja – Nikola Kostelac, hrvatski režiser (* 1920.)
- 25. siječnja – Glenn Theodore Seaborg, američki kemičar i nobelovac (* 1912.)
- 31. siječnja – Branko Fučić, hrvatski povjesničar umjetnosti (* 1920.)
- 1. veljače – Mate Šarlija Daidža, hrvatski vojni zapovjednik (* 1925.)
- 20. veljače – Sarah Kane, britanska dramatičarka (* 1971.)
- 21. veljače – Gertrude B. Elion, američka biokemičarka (* 1918.)
- 22. veljače – Carlos Hathcock, američki oštrostrijelac (* 1942.)
- 1. ožujka – Jozo Matošić, hrvatski nogometaš (* 1913.)
- 2. ožujka – Dusty Springfield, britanska pjevačica (* 1939.)
- 4. ožujka – Mladen Šerment, hrvatski glumac (* 1920.)
- 4. ožujka – Mladen Raukar, hrvatski pijanist, televizijski urednik i redatelj (* 1924.)
- 7. ožujka – Stanley Kubrick, američki filmski redatelj i producent (* 1928.)
- 22. ožujka – Vojko Kiš, hrvatski pravnik, pijanist i glazbeni pedagog (* 1911.)

### Travanj – lipanj
- 1. travnja – Mirko Jirsak, hrvatski pjesnik (* 1909.)
- 5. travnja – Ivan Hetrich, hrvatski režiser, scenarist i glumac (* 1921.)
- 2. svibnja – Oliver Reed, britanski glumac (* 1938.)
- 17. svibnja – Božidar Finka, hrvatski jezikoslovac (* 1925.)
- 30. svibnja – Vojislav Bego, hrvatski akademik (* 1923.)
- 31. svibnja – Willibald Hahn, austrijski nogometaš i nogometni trener (* 1910.)
- 6. lipnja – Vatroslav Piacun, hrvatski košarkaš (* 1931.)
- 11. lipnja – DeForest Kelley, američki glumac (* 1920.)
- 23. lipnja – Buster Merryfield, britanski glumac (* 1920.)
- 27. lipnja – Georgios Papadopoulos, grčki vojni zapovjednik (* 1919.)

### Srpanj – rujan
- 2. srpnja – Mario Puzo, talijansko-američki književnik (* 1920.)
- 6. srpnja – Joaquin Rodrigo, španjolski skladatelj (* 1901.)
- 16. srpnja – Rudolf Sremec, hrvatski redatelj i scenarist (* 1909.)
- 16. srpnja – John F. Kennedy, Jr., američki novinar, sin bivšeg američkog predsjednika John F. Kennedya (* 1960.)
- 20. srpnja – Sandra Gould, američka glumica (* 1916.)
- 28. srpnja – Stjepan Tomičić, hrvatski novinar (* 1919.)
- 12. kolovoza – Ante Mladineo, hrvatski režiser i scenarist (* ?)
- 17. kolovoza – Reiner Klimke, njemački sportaš (* 1936.)
- 21. kolovoza – Venja Drkin, rusko-ukrajinski pjevač (* 1970.)
- 26. kolovoza – Tonči Gulin, hrvatski nogometaš (* 1938.)
- 27. kolovoza – Dom Helder Camara, brazilski katolički svećenik (* 1909.)
- 6. rujna – Tamás Mendelényi, mađarski mačevalac (* 1936.)
- 11. rujna – Momčilo Đujić, četnički vojvoda (* 1907.)
- 13. rujna – Vladimir Pogačić, hrvatski režiser, scenarist i glumac (* 1919.)
- 14. rujna – Darko Tironi, hrvatski novinar (* 1955.)
- 20. rujna – Raisa Gorbachova, ruska Prva dama (* 1932.)
- 22. rujna – George C. Scott, američki glumac i redatelj (* 1927.)
- 23. rujna – Lucilla Udovich, američka operna pjevačica (* 1930.)

### Listopad – prosinac
- 2. listopada – Heinz Günther Konsalik, njemački književnik (* 1921.)
- 12. listopada – Wilt Chamberlain, američki košarkaš (* 1936.)
- 14. listopada – Julius Nyerere, tanzanijski političar (* 1922.)
- 30. listopada – Matko Peić, hrvatski povjesničar umjetnosti, slikar i književnik (* 1923.)
- 6. studenoga – Regina Kazarjan, armenska slikarica (* 1915.)
- 16. studenoga – Daniel Nathans, američki mikrobiolog (* 1928.)
- 18. studenoga – Vittorio Miele, talijanski slikar (* 1926.)
- 24. studenoga – Hilary Minster, britanski glumac (* 1944.)
- 3. prosinca – Scatman John, američki jazz glazbenik (* 1942.)
- 3. prosinca – Madeline Kahn, američka glumica (* 1942.)
- 4. prosinca – Slobodan Dimitrijević, srpski glumac (* 1941.)
- 5. prosinca – Edvin Biuković, hrvatski autor stripa (* 1969.)
- 10. prosinca – Franjo Tuđman, prvi predsjednik Republike Hrvatske (* 1922.)
- 17. prosinca – Rex Allen, američki glumac (* 1920.)
- 18. prosinca – Srđan Španović, hrvatski novinar (* 1960.)

### Nepoznat datum smrti
- Boris Puhlovski, hrvatski književnik (* 1921.)
- Blagoje Jovović, crnogorski atentator na dr. Antu Pavelića (* 1922.)
- Mary Stevenson, američka pjesnikinja (* 1922.)
- Vinko Česi, hrvatski književnik (* 1937.)
- Tony Studeny, hrvatski pjevač (* 194?.)
- Nenad Pepeonik, hrvatski grafički dizajner (* 1940.)

## Nobelova nagrada za 1999. godinu
- Fizika: Gerardus 't Hooft i Martinus J.G. Veltman
- Kemija: Ahmed Hassan Zewail
- Fiziologija i medicina: Günter Blobel
- Književnost: Günter Grass
- Mir: Liječnici bez granica
- Ekonomija: Robert Mundell

## Vanjske poveznice
|  | Zajednički poslužitelj ima još gradiva o temi 1999. |